# Share the World/We Are!
Share the World/We Are! (яп. ウィーアー!) — 27-й японский сингл корейской группы TVXQ, вышедший 22 апреля 2009 года под лейблом Rhythm Zone, и шестой, занявший первое место в чарте Японии. Так же этот сингл называют «Сингл One Piece», так как все три песни в нём использовались как тематические для аниме One Piece.

## Обзор
Share the World/We Are! вышел через месяц после выхода четвертого японского студийного альбома группы The Secret Code. Песня We Are! использовалась в качестве вступительной композиции для аниме-сериала One Piece в сериях с 373 по 394. Она является кавером на первую вступительную тему сериала, исполненную Хироси Китадани. Песня Share the World сменила We Are! на месте вступительной темы. Бонусная композиция Asu wa Kuru Kara (яп. 明日は来るから Асу ва Куру Кара, Because Tomorrow Will Come, «Потому что завтра наступит»), выпущенная в 2006 году, использовалась как завершающая тема для восьмого и половины девятого сезонов аниме.
Сингл дебютировал на первом месте чарта Oricon, став шестым синглом группы, занявшим наивысшую позицию в нём.
Клип на песню Share the World был снят режиссёром Цуёси Иноуэ (яп. 井上強 Иноуэ Цуёси).

## Выступления
- 20 июня 2009 — Music fair 21
- 1 июля 2009 — Tokudane Premium

## Список композиций
| №  | Название                                                                          | Длительность |
| -- | --------------------------------------------------------------------------------- | ------------ |
| 1. | «Share the World»                                                                 | 3:29         |
| 2. | «We Are! (яп. ウィーアー!)»                                                       | 3:37         |
| 3. | «Asu wa Kuru Kara (яп. 明日は来るから Потому что завтра наступит) (радио-версия)» | 4:22         |
| 4. | «Share the World: Save a Remix» (CD only)                                         | 3:29         |
| 5. | «Share the World (инструментальная версия)»                                       | 3:29         |
| 6. | «We Are! (инструментальная версия)»                                               | 3:37         |

| №  | Название                      | Длительность |
| -- | ----------------------------- | ------------ |
| 1. | «Share the World (видеоклип)» |              |
| 2. | «Off Shot Movie»              |              |

## Чарты
| Чарт                      | Высшая позиция | Общее число продаж | Нахождение в чарте |
| ------------------------- | -------------- | ------------------ | ------------------ |
| Ежадневный чарт Орикона   | #1             | 58,952             |                    |
| Еженедельный чарт Орикона | #1             | 98,033             |                    |
| Ежемесячный чарт Орикона  | #2             | 129,225            |                    |
| Ежегодный чарт Орикона    |                |                    |                    |